# غريس هيلين كينت
غريس هيلين كينت (بالإنجليزية: Grace Helen Kent)‏ هي عالمة نفس أمريكية، ولدت في 6 يونيو 1875، وتوفيت في 18 سبتمبر 1973.